# Jadwiga Dorr
Jadwiga Dörr /Jadwiga Doerr/ z domu Pech, I voto Weber (ur. 14 lipca 1940 w Łodzi) – polska filolog, pisarka, poetka, autorka tekstów do utworów muzycznych.

## Życiorys

### Studia, praca, działalność społeczna
Studentka KUL i Uniwersytetu Łódzkiego. Studiowała pod kierunkiem profesorów: Czesława Zgorzelskiego, Jerzego Starnawskiego, Stanisława Papierkowskiego, Zdzisława Skwarczyńskiego, który prowadził jej pracę magisterską poświęconą balladom Leśmiana i pracę doktorską z pogranicza literatury, dydaktyki i czytelnictwa, promowaną w roku 1972. Pracowała jako pedagog, logopeda i dyrektor w poradnictwie pedagogiczno-psychologicznym, uczyła języka polskiego w szkołach, kierowała Zakładem Badań Oświatowych Instytutu Kształcenia Nauczycieli okręgu warszawskiego. W latach 1973–1979 była adiunktem w Pracowni Metodyki Nauczania Języka Polskiego i Literatury Instytutu Filologii Polskiej Uniwersytetu Łódzkiego. Ponad ćwierć wieku przebywała za granicą, w Rumunii, RFN i Francji, gdzie pracowała jako lektor języka polskiego w szkołach wyższych, redagowała czasopisma dla Polonii i działała na rzecz organizacji polonijnych.
Od roku 2001 w Polsce (Pogórze Izerskie). Nabyła tam i odbudowała z ruin niewielką posiadłość z końca XVIII wieku. Działalność społeczna obejmuje między innymi funkcje: założenie i prezesowanie Oddziałowi Towarzystwa Literackiego im. Adama Mickiewicza w Pabianicach, powołanie do życia i prezesura w Oddziale Związku Polaków w Niemczech /Rodło/, w Offenburgu, i członkostwo w Radzie Naczelnej tej organizacji; a także udział w tworzeniu oddziału terenowego „Deutsch-Polnische Gesellschaft der Bundesrepublik Deutschland” – Stuttgart i w powstaniu „Association France-Pologne” w Strasburgu. Należy do Warszawskiego Oddziału Związku Literatów Polskich.

### Publikacje naukowe
- Wybrane publikacje naukowe z historii literatury, z prac dydaktyczno-pedagogicznych i badań nad percepcją literatury pięknej wśród młodzieży oraz publicystyki emigracyjnej:
- Utrwalenia: Wybór prac opublikowanych, Lublin: Agencja Wydawniczo-Handlowa Antoni Dudek 1997.
- Ballady Bolesława Leśmiana, „Sprawozdania z Czynności i Posiedzeń Naukowych Łódzkiego Towarzystwa Naukowego”, 1968, s. 1-7.
- O humanizmie w twórczości Bolesława Leśmiana. Eseje o poezji. [w:]
- Krawędź światła. Poezje, Lublin 1993, s. 65-72.
- Poradnia Wychowawczo-Zawodowa, „Problemy Opiekuńczo-Wychowawcze”, 1970, nr 5, s. 29-33.
- Wychowawcza funkcja środków poglądowych w nauczaniu języka polskiego, „Zeszyty Naukowe Uniwersytetu Łódzkiego. Nauki Humanistyczno-Społeczne”, 1972, seria I, z. 90, s. 107-116.
- Z problematyki badań nad czytelnictwem dzieci i młodzieży szkolnej, „Prace Polonistyczne”, 1975, seria XXXI, s. 325-331.
- O wychowaniu w polskości, „Ogniwo. Organ Związku Polaków w Niemczech”, 1983, R. XVII, nr 2, s. 3-4.

### Dorobek literacki

#### Proza
- Via nova, Lublin: WDK 1992.
- Utoczone z piasku, Łódź Oficyna Bibliofilów 2005.
- Poezja z wyboru. Łódzki zaczyn. [w:] Jadwigi Dorr - Poezja z wyboru: Śladem recepcji, [zbiorowa] Łódź Wydawnictwo Biblioteka 2011, s. 81-84.

#### Poezja
- Krawędź światła. Poezje, Lublin Agencja Wydawniczo-Handlowa Antoni Dudek 1993.
- Szkic o miłości, Lublin AWH AD 1994.
- Smak kropli, Lublin Agencja Wydawniczo-Handlowa AD 1995.
- Pogoda nadziei, Łódź Oficyna Bibliofilów 1998.
- Reportaże z końca wieku, Łódź Oficyna Bibliofilów 1999.
- Sonety podhalańskie. Ciche, Radom Związek Literatów Polskich. Promocyjna Seria Wydawnicza  MiGG 2000.
- Pomiędzy burzami, Kraków Miniatura 2006.
- Kwiatłocień. Poezje wybrane, Kraków Miniatura 2009.
- Miłośnienie. Poezje wybrane, Kraków Miniatura 2009.
- Strofy i śpiew, Łódź Wydawnictwo Biblioteka 2015.
- Kroki nad morzem, Wiersze dla najmłodszych, PDF /YouTube/ 2014.

#### Piosenki
Teksty do utworów wykonawców takich jak: Jerzy Suchocki, Ryszard Cymerman, Andreas Kokociński, Ralf Rudnik, zespół Sidra – „Już jestem”, „Jest takie miejsce”, „Uczucia o świcie”, „Dar życia”, „Tajemniczy świat bez wad”, „Kwiaty na dobrą i złą pogodę”, ”Ojciec dawniej mówił mi”, „Idziemy dalej”, „Co czeka nas dzisiaj?”.